# Berenguer Dalmau
Berenguer Dalmau fou bisbe de Girona (1114-1146). La confusió del nom amb el seu successor, Berenguer de Llers, ha propiciat la confusió entre els historiadors a l'hora d'atribuir alguns actes de dret canònic efectuats en nom del bisbat de Girona a mitjan segle xii.
Consta com a canonge i marmessor del sagristà Guillem Ramon que feu el testament el 15 de maig de 1106. Ja dins del seu episcopat consta l'establiment del 1114 a Jafre d'un benefici eclesiàstic. D'aquell any també consta una venda datada el 30 de setembre del raval de Sant Fèlix on confirmava també la donació de Celrà feta per Berenguer Guifré, documents inscrits en el llibre verd.
Étienne Baluze esmenta una carta datada el gener de 1114 un judici fet per ordre del papa Pasqual II per a sentenciar en el plet entre el monestir de Cuixà i el d'Arles sobre el dret sobre l'església de Turrelias, judici en el que votaren i sentenciaren Pere Bernat bisbe d'Elna, Berenguer de Girona, Galteri de Magalona, Sant Oleguer abat de Sant Ruf entre d'altres, essent la sentència favorable a Cuixà. De l'any següent consten declaracions de drets, censos, reedificacions d'algunes esglésies, i una butlla del Papa Pasqual II, en què confirmava els límits del bisbat. El 1116 s'acabaren les obres de remodelació de l'església de Sant Esteve d'Olot, que consagrà el bisbe Berenguer i confirmà les donacions que hi feu el comte de Besalú Bernat. Deixa Sant Esteve depenent de l'església de Girona pel que fa a rebre el crisma, amb l'obligació d'obeir-la i d'assistir al sínode dos cops a l'any.
Feu Berenguer que el monestir de Sant Pere de Galligants, entre les muralles noves i les antigues de Girona, depengués del de la Grassa, segons convicció del comte Ramon Berenguer III, qui encarregà al seu germà i abat de la Grassa, dugués a Galligants monjos que cuidessin aquest monestir. També aconseguí Berenguer del comte Ramon la cessió, l'any 1120, de l'església de Sant Martí Sacosta a Girona i un alou que havia estat d'un tal Pons i de Joan Caputscholae o Capiscol. També se li restituïren diverses possessions a la Bisbal d'Empordà, usurpades per Arnald Guillem de Cartiliano (Cartellà?). L'any 1128 li foren restituïdes dècimes corresponents a l'església parroquial de Santa Maria de Castelló d'Empúries. Aquest fet fou desencadenat després d'un paradigmàtic enfrontament entre el comte Ponç Hug I d'Empúries i el de Barcelona Ramon Berenguer III que culminà a la invasió d'un exèrcit barceloní en terres emporitanes, que forçaren la rendició de Ponç Hug i el retorn dels drets en disputa amb el bisbat sobre l'església de Santa Maria així com sancions econòmiques corresponents a cinc mil sous en cavalls i mules i uns altres tants en moneda.
Quan el monestir de Ripoll volgué eximir-se de la jurisdicció del bisbat de Vic, Berenguer Dalmau i Oleguer de Barcelona s'uniren al bisbe de Vic perquè el bisbat conservés els seus drets sobre el monestir, tanmateix el conflicte persistí un cert temps (1132-1138) quan el comte Berenguer Ramon confirmà els drets del bisbat sobre Ripoll.
Fou Berenguer Ramon, juntament amb els bisbes Oleguer de Barcelona i Ramon de Vic, testamentari del comte Ramon Berenguer. En un necrologi de Ripoll hi constava que Berenguer donà l'església de Molló al monestir de Ripoll i que Berenguer fou monjo d'aquest monestir.